# نیورا
نیورا (به انگلیسی: Nyora) یک شهرک در استرالیا است که در ویکتوریا (استرالیا) واقع شده‌است.